# Margielyn Didál
Margielyn Didál y Arda (Cebú, 19 de abril de 1999) es una patinadora callejera profesional filipina que saltó a la fama cuando compitió en los X Games Minneapolis 2018 y ganó una medalla de oro en los Juegos Asiáticos de 2018. En julio de 2021, Didál fue seleccionada para participar en los Juegos Olímpicos de Tokio 2020, en el debut del skateboarding como deporte olímpico.

## Biografía

### Primeros años
Nació el 19 de abril de 1999 en Cebú, Filipinas; sus padres son Lito y Julie Didál. Su padre es carpintero, mientras que su madre es vendedora ambulante de kwek kwek, una comida callejera. Es la segunda hija más joven entre cinco hermanos.

### Carrera

#### Inicios
Margielyn Didál comenzó a patinar con amigos en el ahora cerrado Concave Park en Cebú. Cuando el parque cerró, ella y sus amigos lucharon por encontrar un nuevo lugar para practicar la patineta. Didál señala que ella y sus amigos fueron detenidos por agentes de policía y guardias de seguridad cuando los sorprendieron practicando en las calles y en áreas abandonadas, y se les prohibió la entrada a un centro comercial por tener una patineta. Los padres de Didál inicialmente se mostraron escépticos de que ella siguiera una carrera en el skate, pero luego apoyaron su decisión.
Se acercó a Daniel Bautista, quien más tarde sería su entrenador en los Juegos Asiáticos de 2018, y tomó prestadas tablas de los amigos de Bautista. Bautista dijo que Didál se volvió mejor que los chicos de su área y reconocieron su talento. Alrededor de 2012, Didál comenzó a competir en torneos locales en la ciudad de Cebú, en particular los organizados por Jeson Guardo de G-Concepts en Barangay Tisa en la ciudad de Cebú.
En algún momento de 2014, se lesionó el brazo derecho y en diciembre del mismo año se torció gravemente el tobillo del pie derecho, su pie dominante. El efecto de esta última lesión se prolongó durante algunos años. Para manejar un esguince de tobillo, Didál se sometió a meses de terapia en Cardia Olympia y se sometió a una evaluación intensa en el Centro de Entrenamiento de Alto Rendimiento Red Bull en Santa Mónica, California en julio de 2019.

#### Street League Skateboarding
Más tarde, Didál compitió en torneos en el extranjero consiguiendo patrocinadores. Se convirtió en la primera patinadora filipina en competir en Street League Skateboarding cuando participó en el SLS PRO Open en Londres, Inglaterra el 26 de mayo de 2018. En la ronda preliminar, terminó cuarta y avanzó a la ronda final para terminar octava en la general.
Debido a su actuación en el SLS, una persona de su localidad, a través de una carta abierta en línea, se dirigió al alcalde de la ciudad de Cebú, Tomás Osmeña, para construir un parque de patinaje en la ciudad como reconocimiento a la hazaña de Didál. Osmeña luego respondió que si Cebú se convertía campeona general de los Juegos Nacionales de Filipinas 2018, la mitad del dinero del premio se asignaría a un parque deportivo que priorizará el skateboarding en South Road Properties.
En el Campeonato Mundial SLS 2019 en Río de Janeiro, Didál alcanzó las semifinales convirtiéndose en la primera representante de Filipinas en hacerlo junto a Christiana Means. Didál no pudo avanzar a la final, con solo los ocho mejores patinadores avanzando, terminando en 14.º en la general con 20 puntos.

#### X Games
Didál fue invitada a competir en los X Games convirtiéndose en la primera competidora de cualquier género en representar formalmente a Filipinas en los juegos. Participó en los X Games de 2018 en Minneapolis, Minnesota en los Estados Unidos.

#### Asian Games
Compitió por Filipinas en el evento de patinaje callejero femenino en patineta. Entrenó durante dos meses en los Estados Unidos antes del evento. Didál ganó el cuarto oro para Filipinas en los Juegos Asiáticos de 2018. En siete intentos, Didál acumuló 30,4 puntos para ganar el oro, mientras que la medallista de plata Isa Kaya de Japón y la medallista de bronce Bunga Nyimas de Indonesia acumularon 25 y 19,8 puntos respectivamente. Ella logró 14.2 puntos en sus dos primeras carreras y obtuvo los puntos más altos en la cuarta carrera con 8.9 puntos, al realizar el giro trasero 50/50, 360 grados flip out por primera vez en una competencia importante. Fueron los puntos más importantes en todo el evento para mujeres.
Tras su logro, fue nombrada abanderada de la delegación filipina para la ceremonia de clausura de los juegos. Como medallista de oro en los Juegos, tendría derecho a ₱6 million de bonificaciones, que utilizó para ayudar a su familia a iniciar un negocio.
Osmeña, el alcalde de la ciudad de Cebú, reiteró los planes anteriores para su ciudad diciendo que su hermana prometió ₱5 millones de donación para construir un parque de patinaje en South Road Properties para crear conciencia sobre ella y el deporte del skate debido a la victoria de Didál. En enero de 2020, aún se estaban llevando a cabo conversaciones sobre la posible construcción del parque de patinaje.

#### Campeonato nacional
Didál participó en el Campeonato Nacional Filipino de Skateboarding celebrado en Santa Rosa, Laguna en julio de 2019, donde ganó la medalla de oro para el evento de skate callejero femenino.

#### Juegos del Sudeste Asiático
Durante los Juegos del Sudeste Asiático de 2019, Didál ganó dos medallas de oro en Patinaje Femenino y el Skate callejero.

#### Juegos Olímpicos de Tokio 2020
Margielyn Didál clasificó para los Juegos Olímpicos de Verano de 2020 en Tokio, donde el skate es uno de los deportes en disputa. Sin embargo, la pandemia de COVID-19 obstaculizó, en principio, su intento de calificar a los Juegos.
Didál hizo construir su propio parque de patinaje personalizado en Soul Sierra, Cebú, que abrió por primera vez a principios de 2021 y se convirtió en el lugar de entrenamiento del equipo nacional de patinaje de Filipinas, que la incluye a ella misma.

### Otros reconocimientos
La revista Time incluyó a Didál en su lista de «25 adolescentes más influyentes de 2018» reconociendo su hazaña al ganar una medalla de oro en los Juegos Asiáticos de 2018 que, según dijo, «consolidaría el estatus del skateboarding como un deporte serio» en Filipinas. Didál también recibió el premio Asia Skater of the Year para 2020.

## Vida personal
Didál tiene una novia, llamada Jozel, con quien mantiene una relación de cinco años a partir de enero de 2020. Aparte de su entrenador, Bautista, Didál también admira al entrenador del equipo nacional de Hong Kong, Warren Stuart, quien también es uno de sus patrocinadores, y a Brian Siwojo de la tienda de patinaje 8Five2 como su inspiración en el skate.